# Pueblo gio
Gio, Dan y Yakuba son comunidades pertenecientes a un mismo grupo de origen mandé, que emigró entre los siglos XV y XVI desde el sur de Malí hacia las tierras altas ubicadas en el centro norte de la actual República de Liberia y en la región de Man y Touba de la actual República de Costa de Marfil. Con el nombre gio son conocidos en Liberia. Yakuba es el nombre que recibieron los que se establecieron en el departamento de Man y dan los que habitan el resto de zonas ocupadas en Costa de Marfil
Hablan el idioma Dan, un idioma mandé del sudeste. Los dan son conocidos por su arte, especialmente por sus máscaras rituales conocidas como ge o gle. Suelen representar fuerzas invisibles, sobrenaturales o espirituales que viven en el bosque. Su sociedad ritual se conoce como Gor, que en lengua dan significa leopardo.
La tradición clánica es patrilineal, practican la poligamia y se organizan por linajes en los barrios de los centros urbanos o aldeas.

## Historia
A partir del siglo XIII, los gio emigraron de las actuales Guinea y Mali a sus asentamientos actuales en Liberia y Costa de Marfil. se instalaron primero a orillas de las selvas y las sabanas del oeste, en el río Bandama , pero fueron rechazados hacia las montañas y las selvas del oeste por las oleadas sucesivas de poblamiento de otros grupos que se instalarían sobre el territorio marfileño entre los siglos XV al XIX.
Durante muchos años, los gio entablaron luchas con los pueblos de los alrededores,  ganando reputación de pueblo feroz y guerrero. Junto con sus vecinos de habla mande, los gio invadieron la región costera, reemplazando a algunas de las tribus africanas a lo largo de la costa atlántica y haciendo retroceder a los Kru . Después de que Liberia se convirtiera en una nación en 1847, el nuevo gobierno de Monrovia intentó neutralizar las contiendas bélicas entre grupos. A principios de la década de 1900, se obtuvo parte del objetivo y se implementaron los primeros controles administrativos.

## Economía
La economía de subsistencia tiene como producto básico el arroz, la mandioca y las batatas. Hay cultivos con fines comerciales, principalmente cacao, café y caucho. A las mujeres se les da una pequeña parcela de tierra en la que cultivar sus propias hortalizas para usarlas en el hogar o venderlas en el mercado.
En la división del trabajo los hombres son los responsables de la roturación en la agricultura, la caza mayor, y la pesca. Las mujeres suelen a implicarse en el deshierbe de las tierras y las cosechas. El cuidado de los niños y la actividad doméstica recae en la mujer. Los niños suelen ayudar con el cuidado de los cultivos de la presencia de aves o algún animal salvaje.
Los Gio también crían ganado vacuno, ovino y caprino. Estos animales se comen solo en ocasiones rituales o algún gran banquete social.

## Sistemas político
Las aldeas gio se dividen en barrios, cada uno de los cuales alberga una familia extensa o un linaje. Cada barrio está encabezado por un "jefe de barrio", que puede ser elegido por ser el hombre de mayor edad de la familia o por tener la personalidad más agresiva. Aunque el jefe de la aldea o del pueblo administra la autoridad sobre toda la aldea, el poder real proviene del consejo de ancianos que asiste al jefe en todas las decisiones.

## Vivienda
Las cabañas tradicionales eran pequeñas viviendas de una sola habitación hechas de barro y paja. En las familias polígamas cada esposa tenía su propia cabaña donde vivían sus hijos hasta que tenían la edad suficiente para mudarse. Actualmente las casas son más grandes y rectangulares y tienen varias habitaciones. En lugar de vivir en casas separadas, varias esposas viven en diferentes habitaciones en la misma casa con su esposo.

## Rituales
Los hombres gio tienen su propia "sociedad secreta", que marca su iniciación a la edad adulta y los guía a lo largo de sus vidas. La sociedad de los hombres está controlada por los ancianos y actúa como una fuente de poder para la comunidad. Los niños iniciados en la sociedad están preparados para encontrarse con los misterios del mundo espiritual y aprender las reglas de los hombres adultos. Las mujeres también tienen una sociedad similar.

Demostración con fuego y cenizas en aldea gio, Liberia
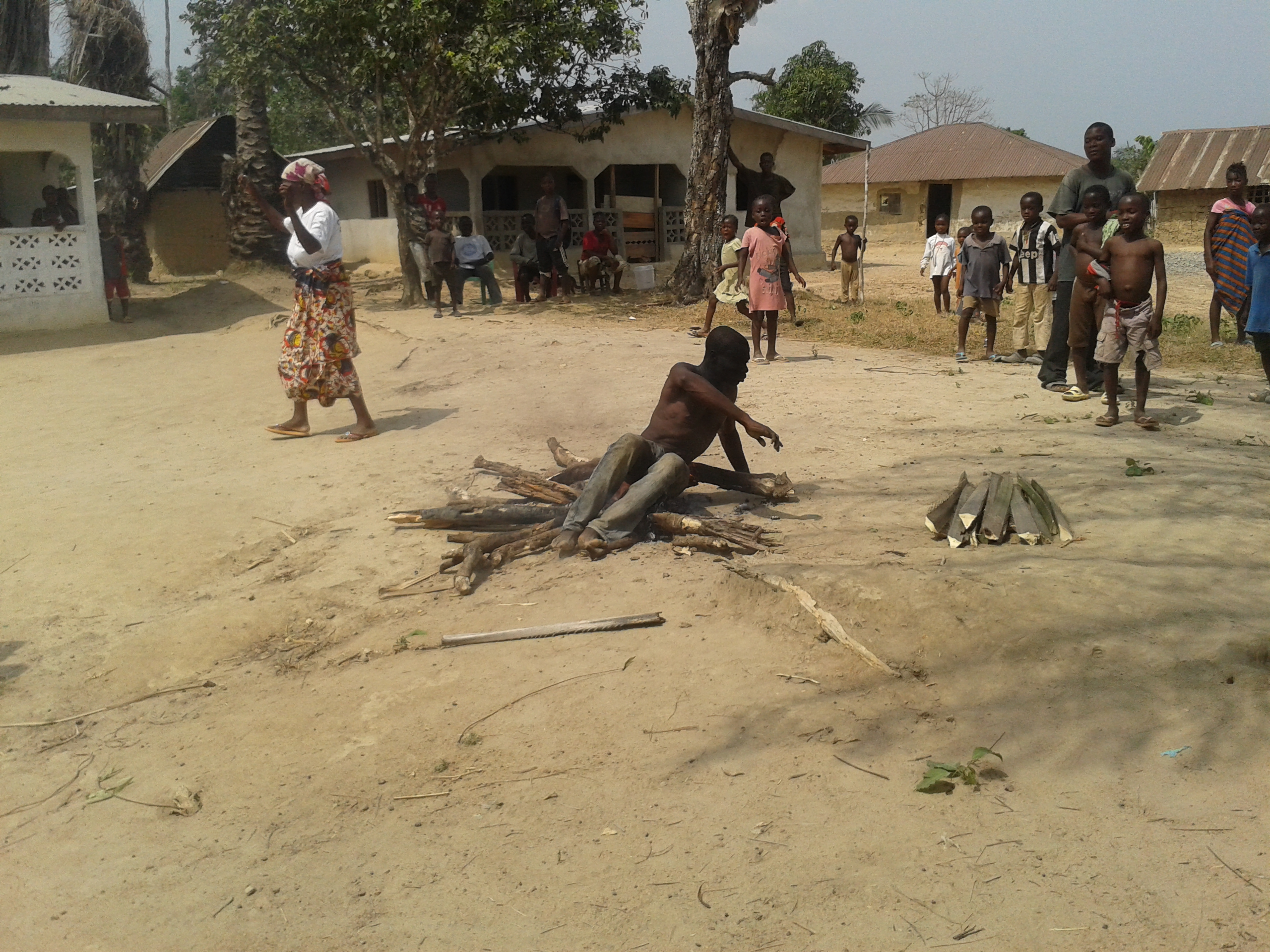
Demostración con cenizas y fuego en aldea gio, Liberia
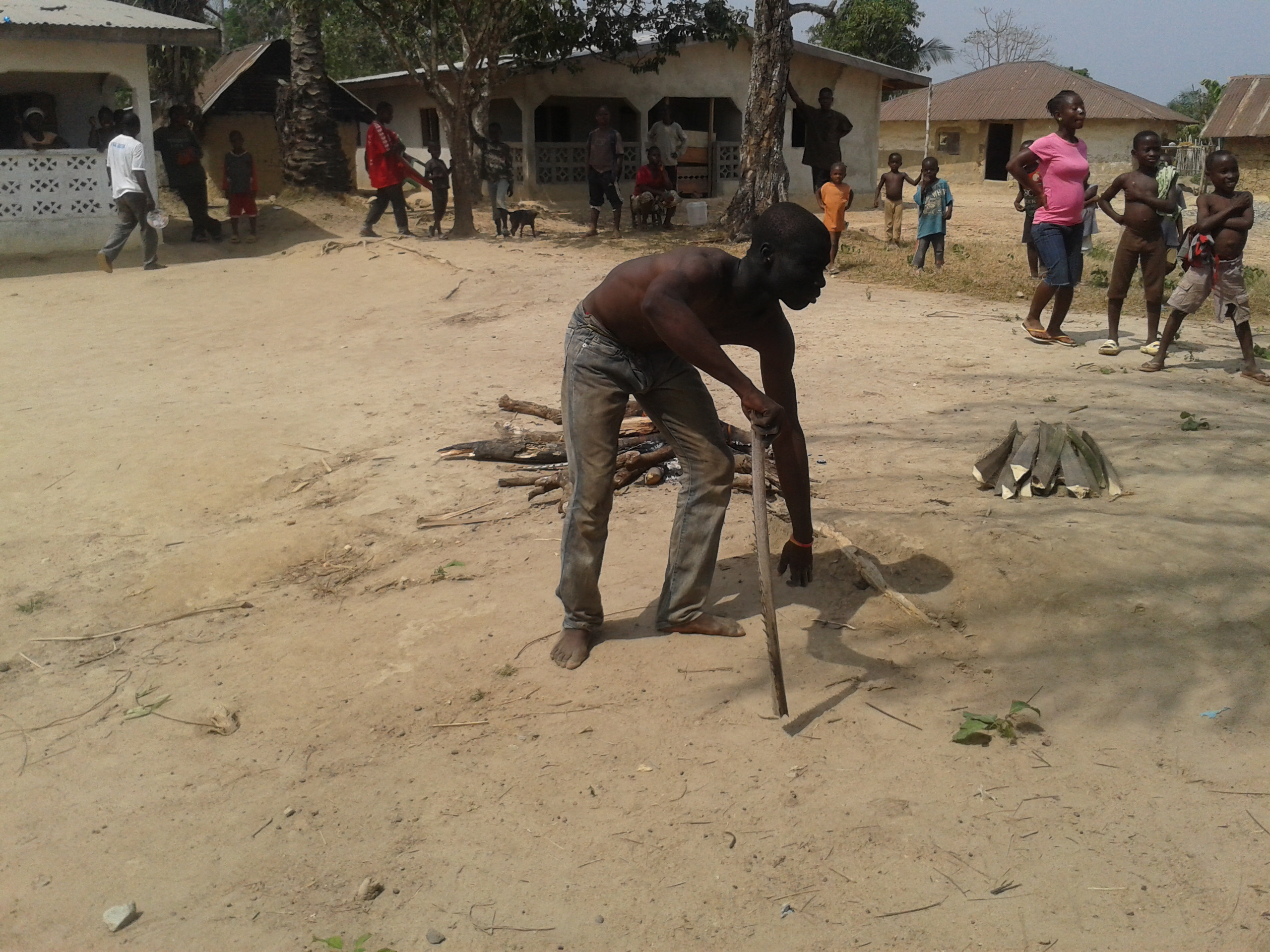
Demostración con cenizas y fuego en aldea gio, Liberia
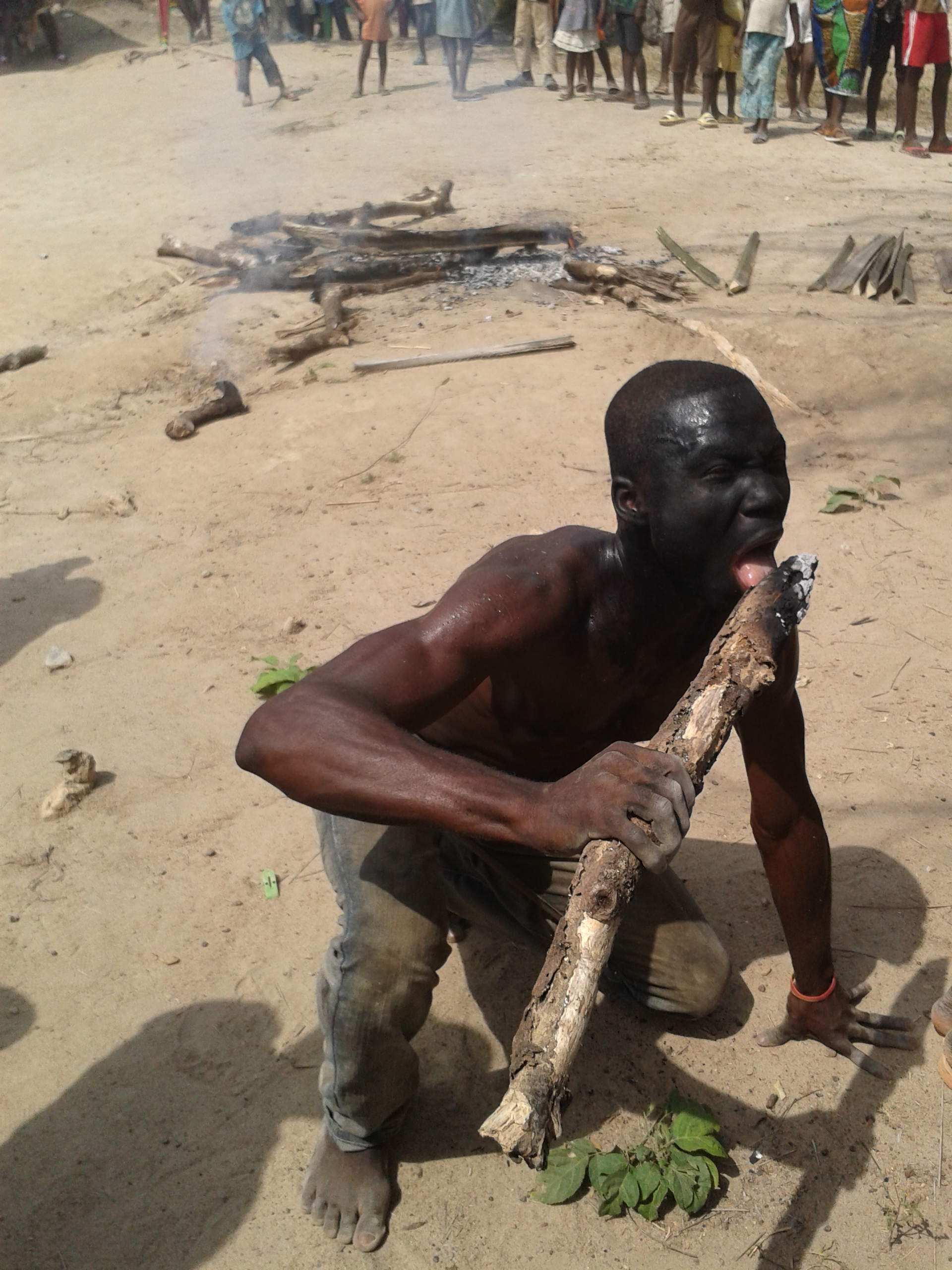
Demostración con cenizas y fuego en aldea gio, Liberia

## Religión
Los Gio creen en un dios supremo que creó el universo y todo lo que contiene. No creen que el hombre pueda alcanzar a este dios; por lo tanto, no lo adoran. En cambio, un poder espiritual llamado Du actúa como mediador entre la gente y el dios supremo. Se dice que Du es realmente el espíritu que se encuentra en cada persona. Los gio creen en la reencarnación, en la que el Du, o espíritu, de una persona puede pasar a otra persona o incluso a un animal después de la muerte.